# اللمسة العلاجية
اللمسة العلاجية، عادة ما تُختصر إلى «تي تي»، التي يعرفها البعض باسم «اللمسة العلاجية دون تماس» وتُختصر (إن سي تي تي)، هو طب روحاني زائف يدعي ممارسوه تعزيزه الشفاء وتقليله الألم والقلق. «اللمسة الشافية» هي علامة تجارية مسجلة في كندا «من أجل ممارسة اللمسة العلاجية بشكل معياري ونظم موحدة يقوم بها ممارسون مدربون من أجل أن يصبحوا حساسين في مجال الطاقة المحيطة بجسد المريض المستقبل؛ ... دون الحاجة إلى لمس المريض».
يدعي ممارسو اللمسات العلاجية أنه من خلال وضع أيديهم على المريض أو بالقرب منه، يمكنهم اكتشاف ومعالجة ما يدّعون أنه مجال طاقة المريض. وجدت إحدى الدراسات التي استُشهد بها بشدة والتي أجرتها إميلي روزا عندما كانت تبلغ من العمر تسع سنوات ونشرت في مجلة الجمعية الطبية الأمريكية في عام 1998، أن ممارسي اللمسة العلاجية لا يمكنهم اكتشاف وجود أو عدم وجود يد فوق رؤوسهم ببضع بوصات عندما تُعاق رؤيتهم. خلص سيمون سينغ وإدزارد إرنست في كتابهما «خدعة أم علاج» المنشور في عام 2008 إلى أنه: «ربما لم يكن مجال الطاقة أكثر من مجرد وهم في خيال المعالجين». علقت جمعية السرطان الأمريكية: «لا تدعم الأدلة العلمية المتاحة أي ادعاءات بأن (تي تي) يمكن أن تعالج السرطان أو أمراضًا أخرى». لم تجد مراجعة كوكرين لعام 2004 أي دليل جيد على أنها ساعدت في التئام الجروح، لكن المؤلفين سحبوها في عام 2016 «بسبب مخاوف جدية حول صحة الدراسات المشمولة».

## الأصل
طورت دورا كونز، المروجة للثيوصوفية والتي تولت رئاسة الجمعية الثيوصوفية في أمريكا لمرة واحدة بين عامي (1975-1987)، ودولوريس كريغر -أستاذة علم التمريض في جامعة نيويورك- اللمسة العلاجية في السبعينيات. وفقًا لكريغر، فإن اللمسة العلاجية لها جذور في ممارسات الشفاء القديمة، مثل المعالجة بوضع اليدين، على الرغم من عدم ارتباطها بالدين أو العلاج بالإيمان. تذكر كريغر أنه «في التحليل النهائي، فإن العميل هو الذي يشفي نفسه بنفسه. في هذا الرأي، يعمل المعالج أو الشافي بصفته طريقة من أجل دعم الطاقة البشرية حتى يصبح نظام المناعة لدى العميل قويًا بما يكفي لتولي المسؤولية».